# Elfershausen (Malsfeld)
Elfershausen ist ein Ortsteil der Gemeinde Malsfeld im nordhessischen Schwalm-Eder-Kreis.

## Geographie
Elfershausen liegt westlich des Hauptortes in Nordhessen am Fuße des Falkenberges. Am südwestlichen Ortsrand treffen sich die Landesstraßen 3224 und 3435 mit der Kreisstraße 28. Im Westen in weiterer Entfernung verläuft die Bundesautobahn 7.

## Geschichte

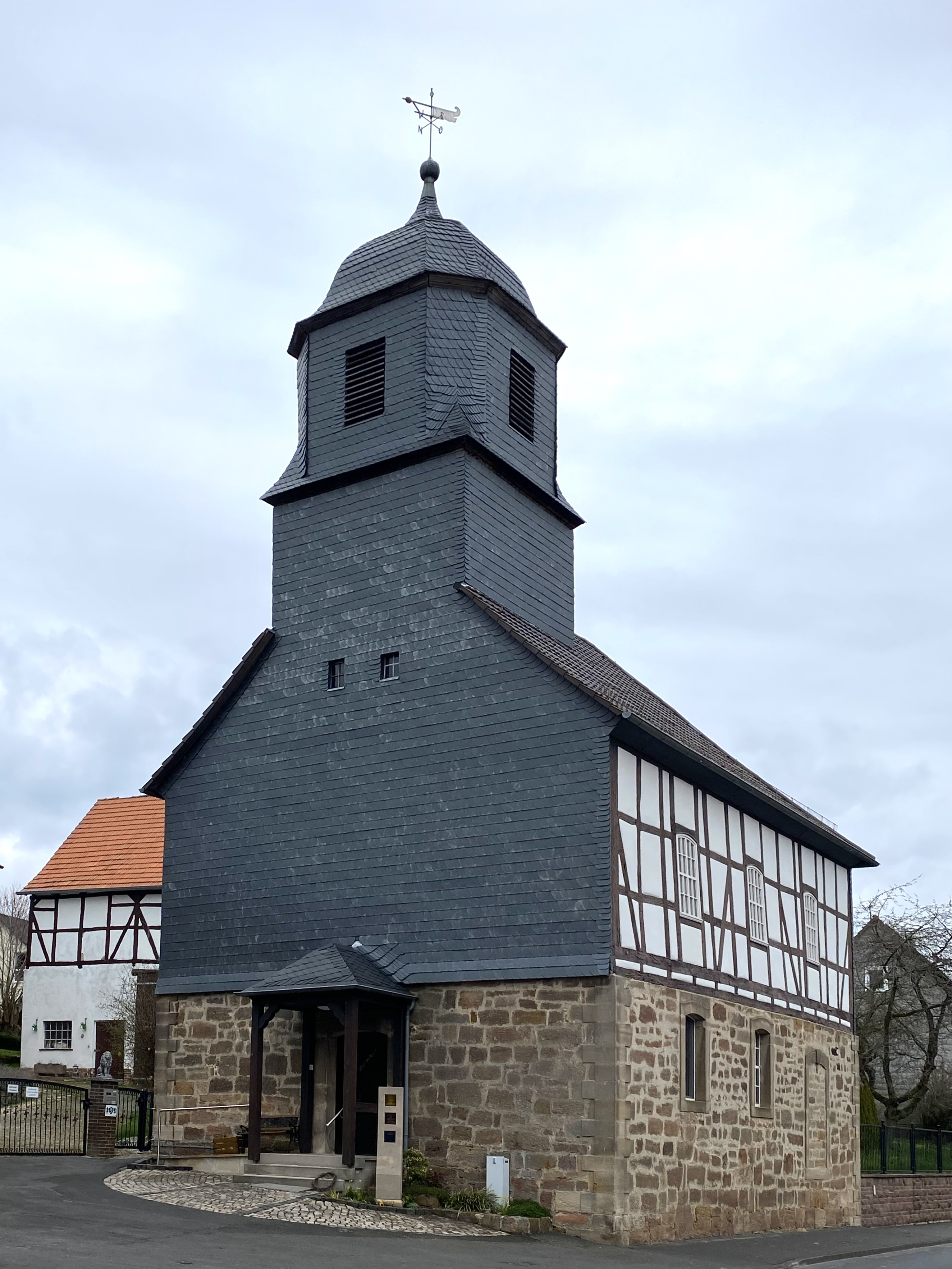
Evangelische Kirche Elfershausen

Die älteste bekannte Erwähnung von Elfershausen erfolgte im Jahr 1253 unter dem Namen „Elfershusen“ in einer Urkunde des Klosters Breitenau. 1345 wurde der zwischenzeitlich wüst gefallene Ort wieder besiedelt. 1585 wird die Kirche in Elfershausen erstmals genannt. Ab 1770 war das aus den Klosterbesitzungen hervorgegangene landgräfliche Gut als Domäne verpachtet, bis es 1971 aufgelöst wurde.
Zum 1. Februar 1971 fusionierten im Zuge der Gebietsreform in Hessen die die bis dahin selbständigen Gemeinden Elfershausen und Malsfeld zur neuen Gemeinde Malsfeld. Als Sitz der Gemeindeverwaltung wurde Malsfeld bestimmt. Für Elfershausen und Malsfeld  wurden Ortsbezirke mit Ortsbeirat und Ortsvorsteher nach der Hessischen Gemeindeordnung gebildet.

## Bevölkerung

### Einwohnerstruktur 2011
Nach den Erhebungen des Zensus 2011 lebten am Stichtag dem 9. Mai 2011 in Elfershausen 426 Einwohner. Darunter waren 9 (2,1 %) Ausländer. Nach dem Lebensalter waren 60 Einwohner unter 18 Jahren, 159 zwischen 18 und 49, 99 zwischen 50 und 64 und 108 Einwohner waren älter. Die Einwohner lebten in 144 Haushalten. Davon waren 21 Singlehaushalte, 33 Paare ohne Kinder und 48 Paare mit Kindern, sowie 12 Alleinerziehende und 3 Wohngemeinschaften. In 21 Haushalten lebten ausschließlich Senioren und in 78 Haushaltungen lebten keine Senioren.

### Einwohnerentwicklung
| • 1345: | wüst                                                     |
| • 1524: | Hof als Lehen erwähnt. (Dorf scheinbar wieder aufgebaut) |
| • 1585: | 19 Hausgesesse                                           |
| • 1747: | 31 Haushaltungen                                         |

| Elfershausen: Einwohnerzahlen von 1834 bis 2020 | Elfershausen: Einwohnerzahlen von 1834 bis 2020 | Elfershausen: Einwohnerzahlen von 1834 bis 2020 | Elfershausen: Einwohnerzahlen von 1834 bis 2020 | Elfershausen: Einwohnerzahlen von 1834 bis 2020 |
| --- | ----------------------------------------------- | ----------------------------------------------- | ----------------------------------------------- | ----------------------------------------------- |
| Jahr |                                                 |                                                 |                                                 | Einwohner                                       |
| 1834 | 1834                                            |                                                 | 258                                             | 258                                             |
| 1840 | 1840                                            |                                                 | 259                                             | 259                                             |
| 1846 | 1846                                            |                                                 | 292                                             | 292                                             |
| 1852 | 1852                                            |                                                 | 257                                             | 257                                             |
| 1858 | 1858                                            |                                                 | 265                                             | 265                                             |
| 1864 | 1864                                            |                                                 | 283                                             | 283                                             |
| 1871 | 1871                                            |                                                 | 244                                             | 244                                             |
| 1875 | 1875                                            |                                                 | 260                                             | 260                                             |
| 1885 | 1885                                            |                                                 | 257                                             | 257                                             |
| 1895 | 1895                                            |                                                 | 246                                             | 246                                             |
| 1905 | 1905                                            |                                                 | 268                                             | 268                                             |
| 1910 | 1910                                            |                                                 | 299                                             | 299                                             |
| 1925 | 1925                                            |                                                 | 319                                             | 319                                             |
| 1939 | 1939                                            |                                                 | 311                                             | 311                                             |
| 1946 | 1946                                            |                                                 | 482                                             | 482                                             |
| 1950 | 1950                                            |                                                 | 469                                             | 469                                             |
| 1956 | 1956                                            |                                                 | 396                                             | 396                                             |
| 1961 | 1961                                            |                                                 | 373                                             | 373                                             |
| 1967 | 1967                                            |                                                 | 347                                             | 347                                             |
| 1970 | 1970                                            |                                                 | 378                                             | 378                                             |
| 1980 | 1980                                            |                                                 | ?                                               | ?                                               |
| 1990 | 1990                                            |                                                 | ?                                               | ?                                               |
| 2000 | 2000                                            |                                                 | ?                                               | ?                                               |
| 2011 | 2011                                            |                                                 | 426                                             | 426                                             |
| 2020 | 2020                                            |                                                 | 443                                             | 443                                             |
| Datenquelle: Historisches Gemeindeverzeichnis für Hessen: Die Bevölkerung der Gemeinden 1834 bis 1967. Wiesbaden: Hessisches Statistisches Landesamt, 1968. Weitere Quellen: Zensus 2011; Gemeinde Malsfeld |                                                 |                                                 |                                                 |                                                 |

### Historische Religionszugehörigkeit
| • 1885: | 257 evangelische (= 100,00 %) Einwohner                            |
| • 1961: | 327 evangelische (= 87,67 %), 43 katholische (= 11,53 %) Einwohner |